# 乾潭镇
乾潭镇，中国浙江省西北部建德市下辖的一个镇。

## 行政区划
现辖：
马鞍岭社区、育才社区、万乐社区、安仁社区、下包社区、姚村社区、仇村、后山村、施家村、姚村、大畈村、牌楼村、胥江村、骑龙村、乾潭村、万龙村、新程村、陵上新村、沛市村、乾一村、下梓村、前陵村、王岩村、安仁村、幸福村、罗村、方家村、下包村、邵家村和梓洲村。